# Бёрдитт, Джек
Джек Бёрдитт (англ. Jack Burditt) — американский продюсер и сценарист, который работал на телевизионных шоу, таких как Несгибаемая Кимми Шмидт, Фрейзер, Студия 30 и Проект Минди. Он выиграл две пермии Эмми за свою работу над Фрейзиром и три в качестве исполнительного продюсера на Студии 30.

## Биография
Бёрдитт — сын покойного писателя и продюсера Джородж Бёрдитт и Джойс Бёрдитт. У него есть брат Пол и сестра Эллен.
Он работал над сериалом Студия 30 и был номинирован на премию Гильдии сценаристов США для лучших сериалов комедий на февраль 2009 года за его работу над третьим сезоном.

## Фильмография
- Несгибаемая Кимми Шмидт (2015–настоящее время)
- Проект Минди (2013–2017)
- Последний настоящий мужчина  (2011–настоящее время)
- Студия 30 (2006–2013)
- Новые приключения старой Кристин (2009–2010)
- Сделка (2005)
- Я с ней (2003–2004)
- Просмотр Элли (2002–2003)
- Даг (2000–2001)
- Журнал мод (1997–2000)
- Фрейзер (1996)
- Ink (1996–1997)
- Без ума от тебя (1994)